# Eublemma dinawa
Eublemma dinawa is een vlinder van de familie van de spinneruilen (Erebidae). De wetenschappelijke naam van deze soort is voor het eerst voorgesteld als Eublemmoides dinawa door George Thomas Bethune-Baker in een publicatie uit 1906.
De soort komt voor in Papoea-Nieuw-Guinea.